# آدم بوغدان
آدم بوغدان (بالمجرية: Ádám Bogdán)‏ (مواليد 27 سبتمبر 1987 في بودابست - المجر) لاعب مجري يلعب حاليا لصالح نادي فيرينتسفاروشي منذ 2020 في مركز حارس مرمى.

## مسيرته الكروية
لعب آدم بوغدان خلال مسيرته الاحترافية مع 6 أندية في خمسة عشر موسمًا ولم يسجل خلالها أي هدف ضمن 142 مباراة. ولكنه لم يتمكن من الفوز بأي موسم بالكأس أو بالدوري.
خاض آدم بوغدان مسيرته مع نادي فاساس في موسم 2007–2008 لمدة موسم واحد، لم يشارك في أي مباراة ولم يسجل أي هدف. ثم انتقل إلى نادي بولتون واندررز في موسم 2008–2009 في المرة الأولى ولمدة موسمين ثم في موسم 2010–2011 ليلعب معه خمسة مواسم، حيث شارك طوالها في 104 مباراة ولم يسجل أي هدف أيضًا. لينتقل بعدها إلى نادي كرو ألكساندرا في موسم 2009–2010 لمدة موسم واحد، مشاركًا في مباراة ولم يسجل أي هدف أيضًا. ثم انتقل إلى نادي ليفربول في موسم 2015–2016 واستمر معه طيلة ثلاثة مواسم، مشاركًا في مباراتين ولم يسجل أي هدف أيضًا. هذا وانتقل لاحقًا إلى نادي هيبرنيان في موسم 2018–19 ولمدة موسمين، مشاركًا في 18 مباراة ولم يسجل أي هدف أيضًا.

## روابط خارجية
- آدم بوغدان على موقع الاتحاد الدولي (مؤرشف)  (الإنجليزية)
- آدم بوغدان على موقع الاتحاد الأوربي (الإنجليزية)
- آدم بوغدان على موقع اتحاد المجر (الهنغارية)
- آدم بوغدان على موقع قاعدة بيانات كرة القدم.إي يو (الإنجليزية)
- آدم بوغدان على موقع بيانات كرة القدم. دي إي (الألمانية)
- آدم بوغدان على موقع ناشيونال فوتبول تيمز (الإنجليزية)
- آدم بوغدان على موقع Soccerbase.com (لاعب) (الإنجليزية)
- آدم بوغدان على موقع Soccerway.com (الإنجليزية)
- آدم بوغدان على موقع عالم كرة القدم.نت (الإنجليزية)
- آدم بوغدان على موقع AS.com (الإسبانية)